# Plodopitomnik
Plodopitomnik (del ruso: Плодопитомник) es un jútor del raión de Koshejabl en la república de Adiguesia de Rusia. Está situado 12 km al oeste de Koshejabl y 42 km al nordeste de Maikop, la capital de la república. Tenía 94 habitantes en 2010
Pertenece al municipio Dmítriyevskoye.